# Damendorf
Damendorf (dänisch Damtorp) ist eine Gemeinde im Kreis Rendsburg-Eckernförde in Schleswig-Holstein. Eckerkoppel, Damm, Fresenboje, Lehkrug, Kirchhorst, Papenwohld, Petersburg, Schlotendoor, Seemoor und Spann liegen im Gemeindegebiet.

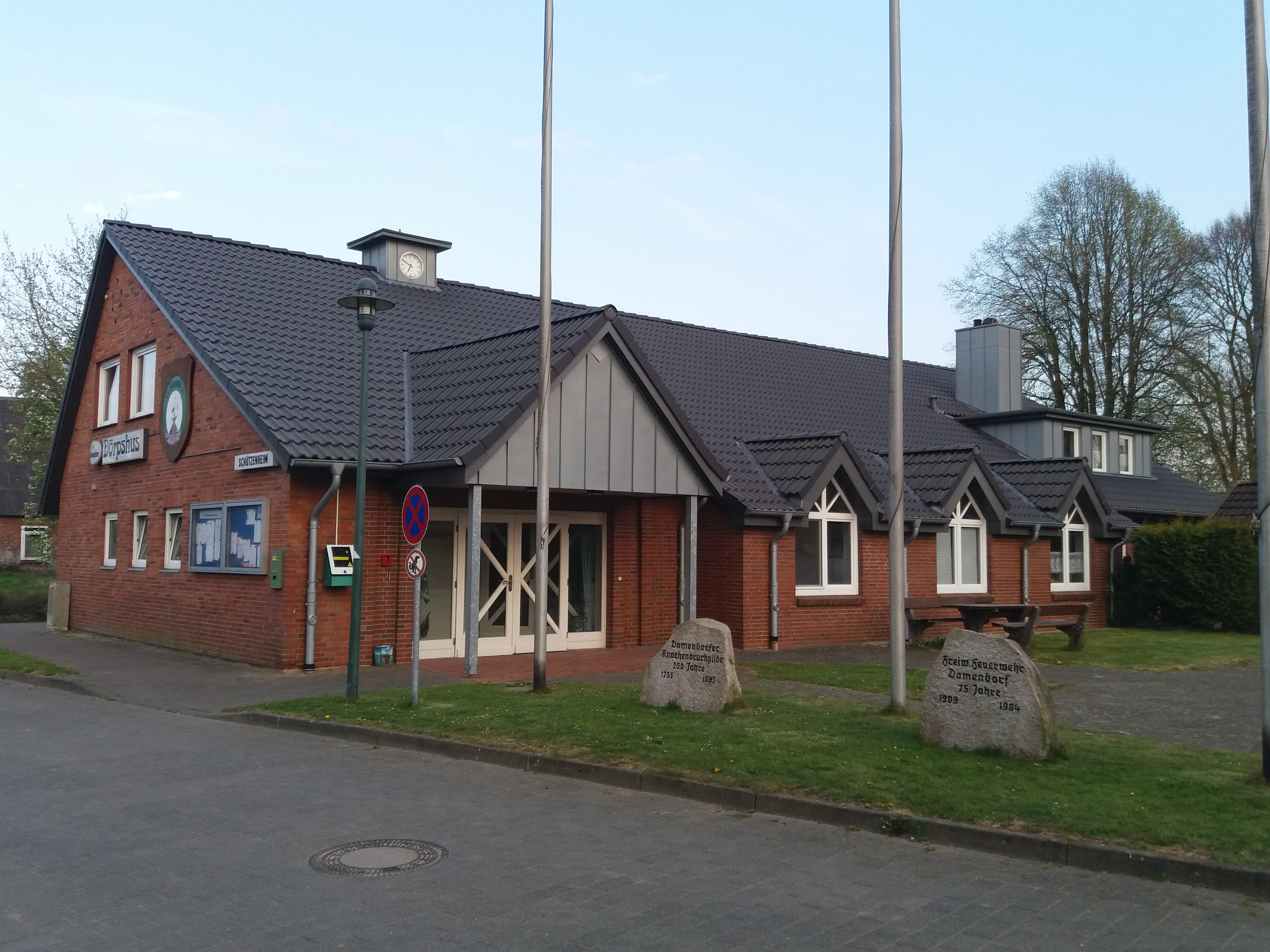
Dörpshus Damendorf

## Geografie und Verkehr
Damendorf liegt 8 km südwestlich von Eckernförde, 17 km südöstlich von Schleswig und 15 km nördlich von Rendsburg im Naturpark Hüttener Berge. Südwestlich verläuft die Bundesautobahn 7 von Rendsburg nach Schleswig, nördlich die Bundesstraße 76 von Schleswig nach Eckernförde und südöstlich die Bundesstraße 203 von Rendsburg nach Eckernförde.

## Geschichte
Damendorf wurde 1518 erstmals urkundlich erwähnt. Der Name leitet sich von Dorf des Damo ab. Der Ort wurde als Straßendorf gegründet, hat sich jedoch zu einem Haufendorf mit Streusiedlungen in der Umgebung entwickelt.
Ende des 17. Jahrhunderts wurde eine Fanggrube für Wölfe angelegt, die immer noch als Bodenvertiefung und Flurname erhalten ist.
In Damendorf, in dessen Gemeindegebiet das Rummoor und das Seemoor liegen, wurden zahlreiche Moorleichen gefunden. Eine von ihnen ist als Mann von Damendorf bekannt und wird im Landesmuseum Schloss Gottorf ausgestellt. Das Seemoor ist als Erlebnisraum Moor touristisch erschlossen.

## Politik

### Gemeindevertretung
Bei der Kommunalwahl am 14. Mai 2023 wurden insgesamt neun Sitze vergeben. Diese fielen alle an die Kommunale Wählergemeinschaft Damendorf. Die Wahlbeteiligung betrug 51,6 %.

### Wappen
Blasonierung: „In Blau auf goldenem Dreiberg, dieser belegt mit einem aus drei Tragsteinen und einer flachen Deckplatte bestehenden blauen Steingrab, ein steigender goldener Wolf zwischen zwei goldenen Eichbäumen.“

## Wirtschaft
Im Gemeindegebiet gibt es eine große Zahl von Handwerks- und Gewerbebetrieben.